# Щетинкодзьоб рудий
Щетинкодзьоб рудий (Dasyornis broadbenti) — вид горобцеподібних птахів родини щетинкодзьобових (Dasyornithidae).

## Поширення
Ендемік Австралії. Поширений вздовж узбережжя на південному заході Західної Австралії, південному сході Південної Австралії та південному заході штату Вікторія. Мешкає в узбережних заростях чагарників та пустощах.

## Опис
Верх тіла світло-коричневого кольору, черево біле, груди сірі. Дзьоб чорний, ноги сірі. Навколо дзьоба ростуть довгі щетинки, які служать для захисту очей від механічних пошкоджень.

## Спосіб життя
Літає неохоче, більшу частину життя проводить на землі. Живиться комахами та дрібними безхребетними, інколи насінням. Сезон розмноження триває з вересня по грудень. Гнізда будують серед трави. У гнізді 2 яйця. Інкубація триває 22-25 днів.